# Bahnhof Chemnitz Süd
Der Bahnhof Chemnitz Süd ist ein Keilbahnhof in Chemnitz in Sachsen. Betrieblich handelt es sich um zwei separate Betriebsstellen; den Bahnhof Chemnitz Süd an den Bahnstrecken nach Adorf (Vogtl) und nach Zwönitz über Stollberg (Sachs) sowie den Haltepunkt Chemnitz Süd Hp an der Bahnstrecke Dresden–Werdau. Insbesondere im Güterverkehr hatte der Bahnhof früher eine größere Bedeutung.

## Lage
Der Keilbahnhof liegt in der nordöstlichsten Ecke des Chemnitzer Stadtteils Altchemnitz. Die Bahnstrecke Dresden–Werdau bildet dabei die nördliche, die Bahnstrecke Chemnitz–Adorf die südliche Flanke der Station.

## Geschichte

### Name
Der Bahnhof trug während seiner Betriebszeit schon drei unterschiedliche Namen, im Einzelnen waren dies:
- bis 1905: Altchemnitz[Anm. 1]
- ab 1905: Chemnitz Südbahnhof
- ab 1911: Chemnitz Süd
- ab 1953: Karl-Marx-Stadt Süd
- ab 1990: Chemnitz Süd

Der seit 1908 bestehende Haltepunkt trug mit Ausnahme von Altchemnitz stets den gleichen Namen analog zu dem des Bahnhofes.

### Betrieb

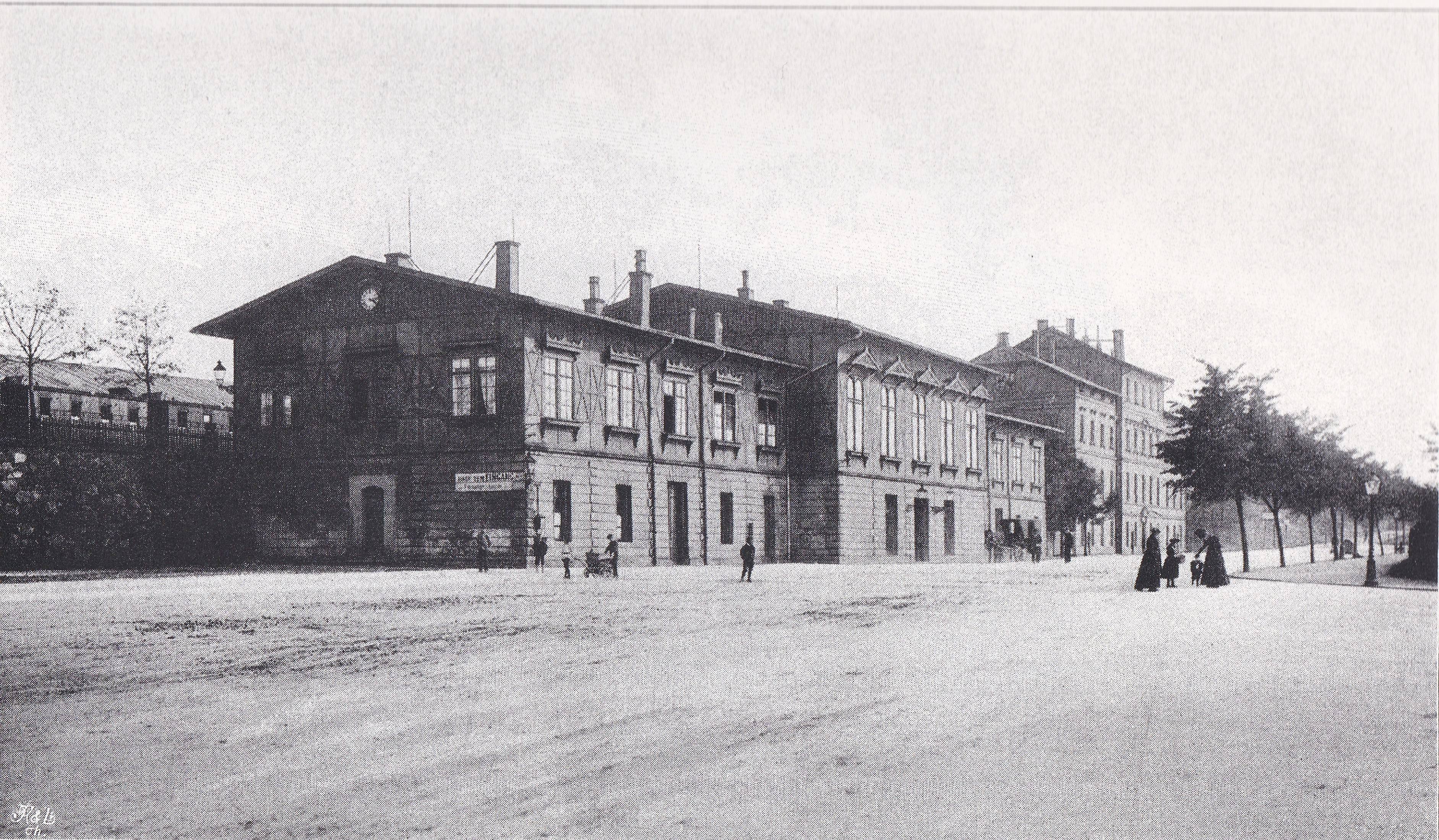
Der damalige Bahnhof Altchemnitz an der Altchemnitzer Straße (um 1900)

Der Bahnhof entstand mit dem Bau der 1875 eröffneten Bahnstrecke Chemnitz–Adorf der Chemnitz-Aue-Adorfer Eisenbahn-Gesellschaft (CAAE). Da die CAAE ihre Bahnstrecke nicht bis in den Bahnhof Chemnitz – ab dem 1. Mai 1904 als Chemnitz Hauptbahnhof bezeichnet – führen durfte, entstand in Altchemnitz ein eigener Bahnhof. Für den Güterverkehr wurde ein Verbindungsgleis eingerichtet, Reisende mussten die circa 2 km Entfernung bis zum Bahnhof Chemnitz zu Fuß zurücklegen. Erst nach der Verstaatlichung der CAAE im Sommer 1876 wurden die Personenzüge bis zum Bahnhof Chemnitz weitergeführt.
Der am 1. Oktober 1895 eröffnete Abschnitt Stollberg–Chemnitz der Bahnstrecke Zwönitz–Chemnitz Süd wurde ebenfalls im Bahnhof Altchemnitz eingebunden, damit stieg die Verkehrsbedeutung der Station weiter an.
Da die zahlreichen Bahnübergänge im Zuge der Bahnstrecke Dresden–Werdau zwischen den Bahnhöfen Chemnitz und Kappel ein immer größer werdendes Verkehrshindernis darstellten, wurde zwischen 1903 und 1909 deren Streckenführung grundlegend verändert und die Bahntrasse tiefer bzw. höher gelegt. In dieser Zeit entstand auch ein neues Empfangsgebäude an der Reichenhainer Straße in Keillage. Die Personenbahnsteige der Strecke nach Adorf bei Streckenkilometer 2,47 wurden aufgegeben und neu bei Streckenkilometer 1,99 angelegt. Seit 1908 halten auch Personenzüge der Bahnstrecke Dresden–Werdau in Chemnitz Süd.
Die Betriebsstelle Chemnitz Süd Gbf entstand am 1. Juni 1920 durch die Ausgliederung der Güteranlage aus dem Bahnhof Chemnitz Süd, da die Verkehrsleistungen der Station immer weiter angestiegen waren. Die Güterverkehrsanlagen wurden 1924 nochmals umfassend erweitert. Dabei entstand ein neuer Güterschuppen mit acht als „Zähne“ bezeichneten schräg endenden Stumpfgleisen.
Am Ende des Zweiten Weltkriegs wurden 1945 durch alliierte Luftangriffe große Teile der beiden Dienststellen zerstört, u. a. der Güterschuppen und das alte Empfangsgebäude. Das neue Empfangsgebäude und die Bahnsteiggleise wurden nur geringfügig beschädigt.
Nach 40-jähriger Betriebszeit wurden die zwei Dienststellen am 1. Juni 1960 wieder zum Bahnhof Karl-Marx-Stadt Süd zusammengeschlossen. Am 30. Mai 1965 erfolgte die Eröffnung des elektrifizierten Abschnitts zwischen Karl-Marx-Stadt Hilbersdorf und Zwickau der Bahnstrecke Dresden–Werdau, welcher auch die Streckengleise am Haltepunkt betraf.
Durch die wirtschaftlichen Auswirkungen der Wende und dem damit verbundenen Rückgang des Verkehrs sank die Bedeutung des Bahnhofs. So wurde der Betriebsdienst ab 1995 nicht mehr ganztägig durchgeführt und 1996 die Fahrkartenausgabe geschlossen. Zahlreiche Gütergleise wurden zunächst gesperrt und später ganz entfernt. Am 1. Juli 1993 erfolgte die Auflösung der Bahnmeisterei, die Auflösung des Stellwerks V3 folgte am 25. November 2005 und des Stellwerks W1 am 27. September 2009. Das Stellwerk B2 wurde 2009 in das Stellwerk B1 umgewandelt. Das Empfangsgebäude diente zu dieser Zeit als Konzert- und Veranstaltungsstätte. Eine Versteigerung war für Frühjahr 2013 vorgesehen. Im Bahnhof begannen auch einige Anschlussbahnen, welche mittlerweile geschlossen wurden.
Am 16. Dezember 2002 wurde die Eisenbahnstrecke nach Stollberg/Erzgeb. als Pilotstrecke (Stufe 0) des Chemnitzer Modells eröffnet. Seitdem verkehren die Züge vom Chemnitzer Hauptbahnhof nach Stollberg nicht mehr über die Gleise 3 und 4 der CA-Linie des Bahnhofs Chemnitz Süd, sondern auf Straßenbahngleisen über die Zentralhaltestelle bis zur Haltestelle Altchemnitz in der Annaberger Straße. Im August 2004 erfolgte auf dem Bahnsteig 3/4 der CA-Linie der Abriss des Bahnsteigdachs. Da es sich hierbei um ein Baudenkmal handelt, wurde das Dach eingelagert. Im Zuge der geplanten Einführung der Stufe 2 des Chemnitzer Modells erfolgte im Jahr 2017 der Neubau einer Straßenbahntrasse vom Stadlerplatz in der Nähe des Bahnhofs Chemnitz Süd über die TU Chemnitz zum Technopark Chemnitz. Als vorbereitende Maßnahme der Einbindung dieser neuen Streckenführung in die bestehende Bahnstrecke nach Aue wurde die Bahnstrecke Chemnitz–Adorf ab dem 15. September 2018 zwischen den Betriebsstellen Chemnitz Süd und Aue (Sachs) gesperrt und Schienenersatzverkehr eingerichtet. Zunächst geplant bis zum Fahrplanwechsel im Dezember 2019, wurde der Verkehr über die neue Straßenbahntrasse zum Technopark und die Einbindung in die CA-Linie hinter dem Bahnhof Chemnitz Süd erst am 29. Januar 2022 aufgenommen. Seit der Einstellung des Personenverkehrs auf der CA-Linie sind die Zugänge im Empfangsgebäude zu den Bahnsteigen 3 und 4 an der Bahnstrecke Chemnitz–Adorf gesperrt und nur noch die nördlichen Bahnsteige 1 und 2 an der Bahnstrecke Dresden–Werdau in Betrieb. Im Zuge der Erneuerung des „Chemnitzer Bahnbogens“ der Bahnstrecke Dresden–Werdau ab Dezember 2020 wurde für die Gleise 1 und 2 eine Veränderung des Zugangs erforderlich, was auch mit dem Abriss der alten Bahnsteiganlagen einherging. Da sich die Bahnsteiganlagen der Gleise 1 und 2 bisher teilweise auf der maroden Bahnüberführung „Reichenhainer Straße“ befanden, war auch eine Veränderung des Zugangs erforderlich, um diese durch einen Neubau ersetzen zu können. Der neu gestaltete Haltepunkt Chemnitz Süd der Bahnstrecke Dresden–Werdau befindet sich zwischen der „Reichenhainer Straße“ im Westen und der „Bernsdorfer Straße“ im Osten. Der provisorische Zugang erfolgt seit dem 22. März 2021 über die „Südbahnstraße“. Um einen barrierefreien Zugang zu gewährleisten, erhält die Station bis Frühjahr 2022 neben einer Treppe (unter Erhaltung des historischen Eingangs) auch einen Aufzug.

## Bilder
Empfangsgebäude

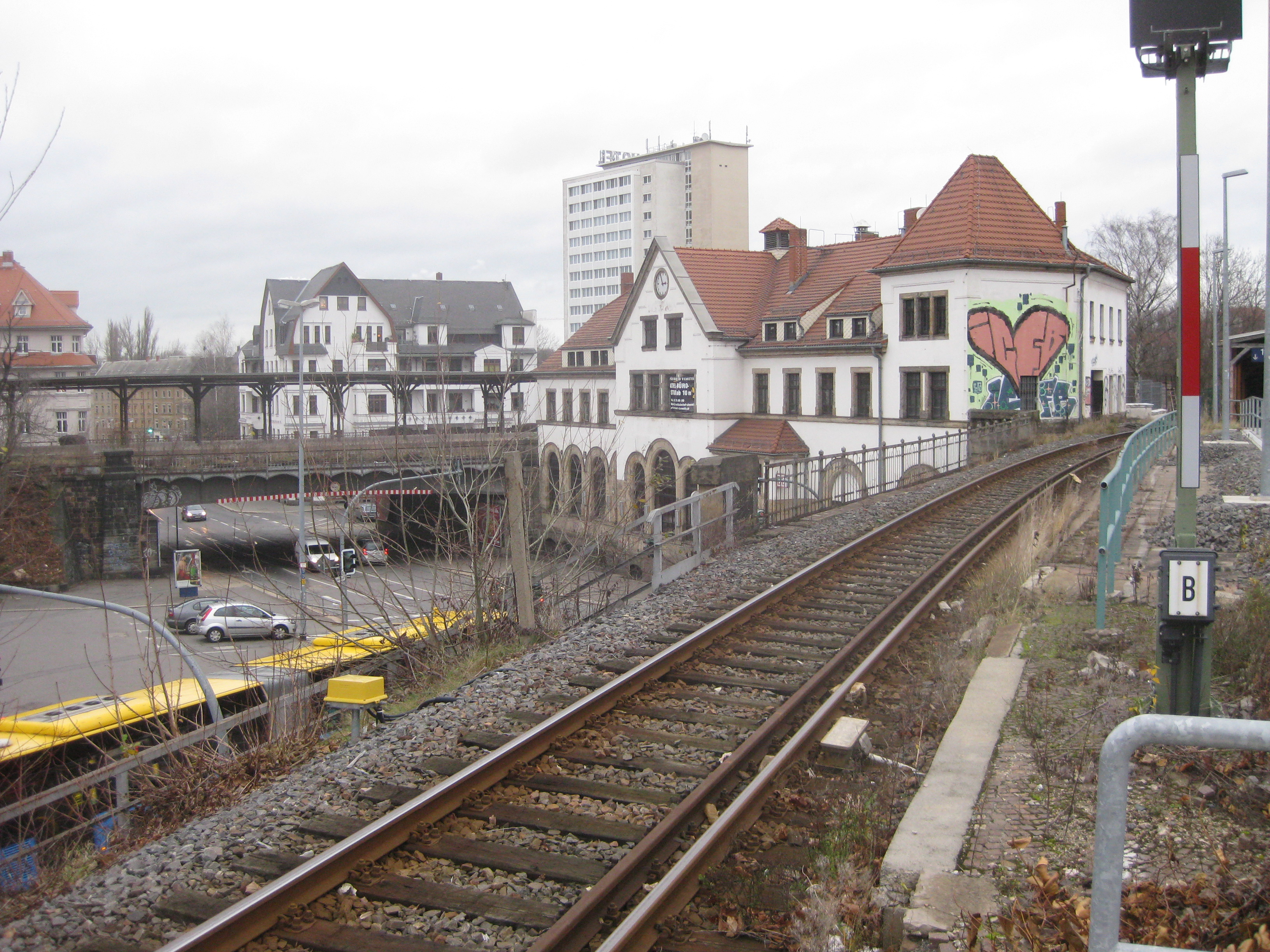
Empfangsgebäude von der CA-Strecke aus gesehen (2014)
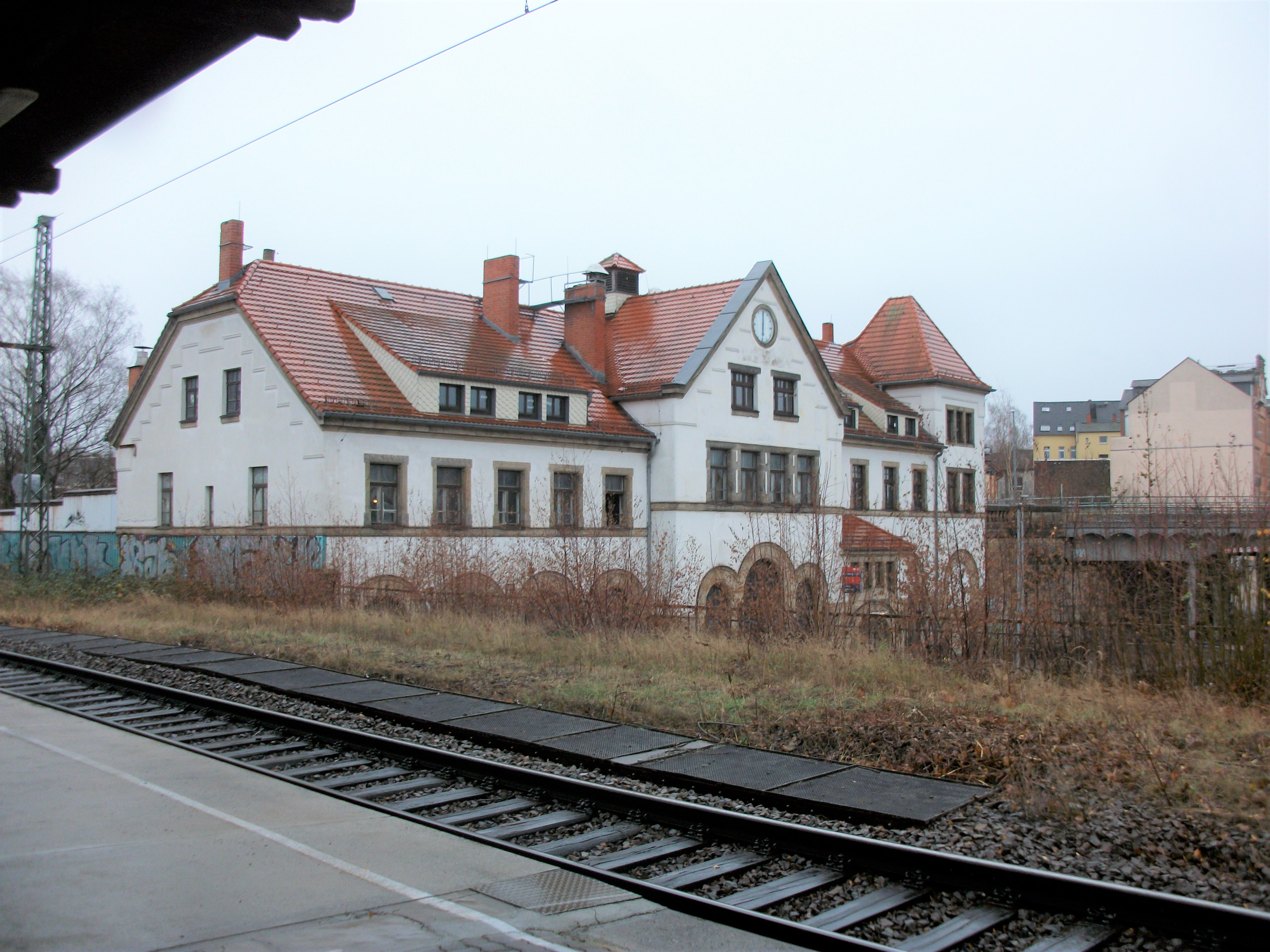
Empfangsgebäude von der DW-Strecke aus gesehen (2018)

Bahnsteig 1/2 (Haltepunkt)

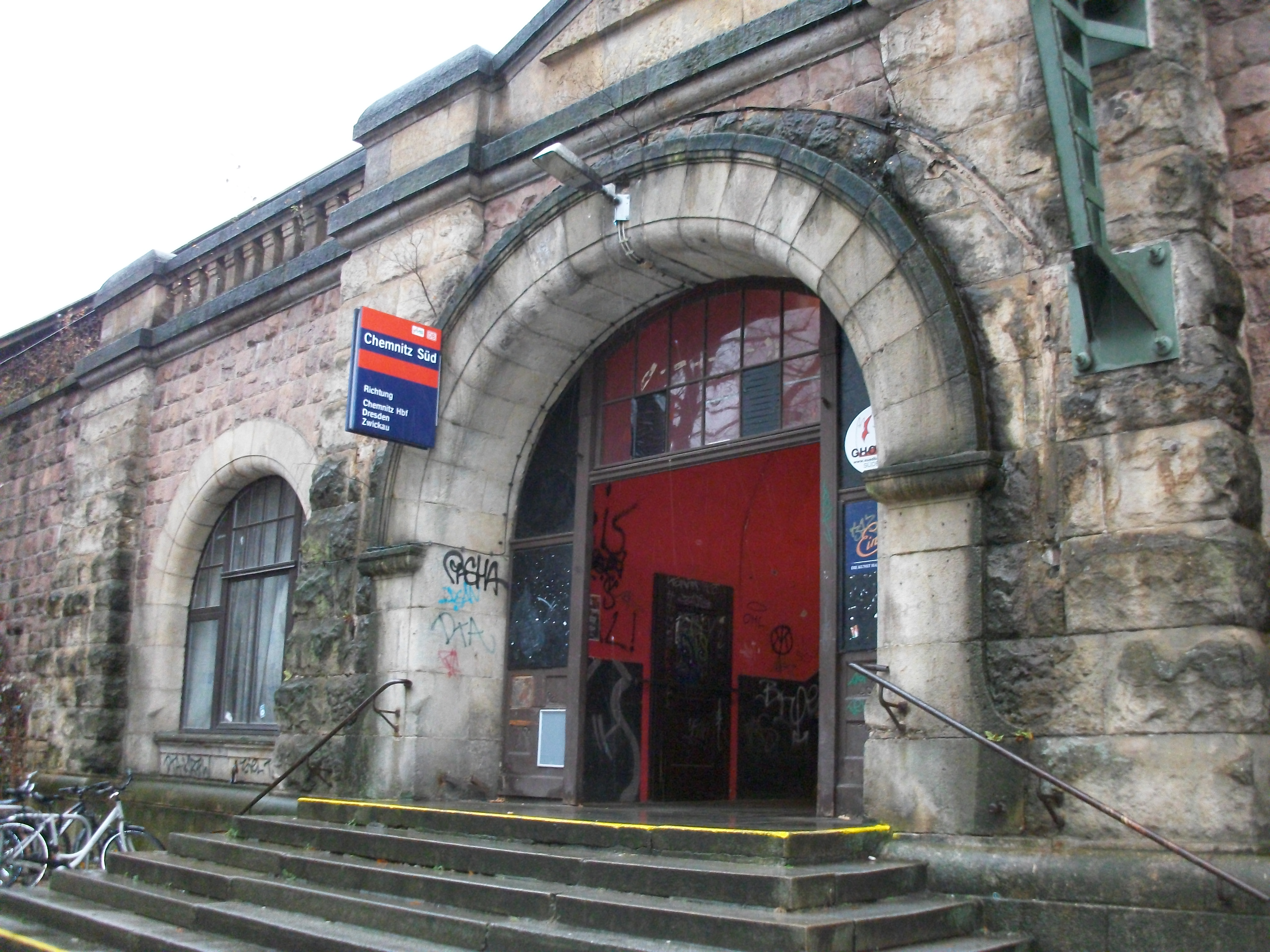
Zugang zum Personentunnel zu den Bahnsteigen 1 und 2 sowie ehemals zum Empfangsgebäude (2018)
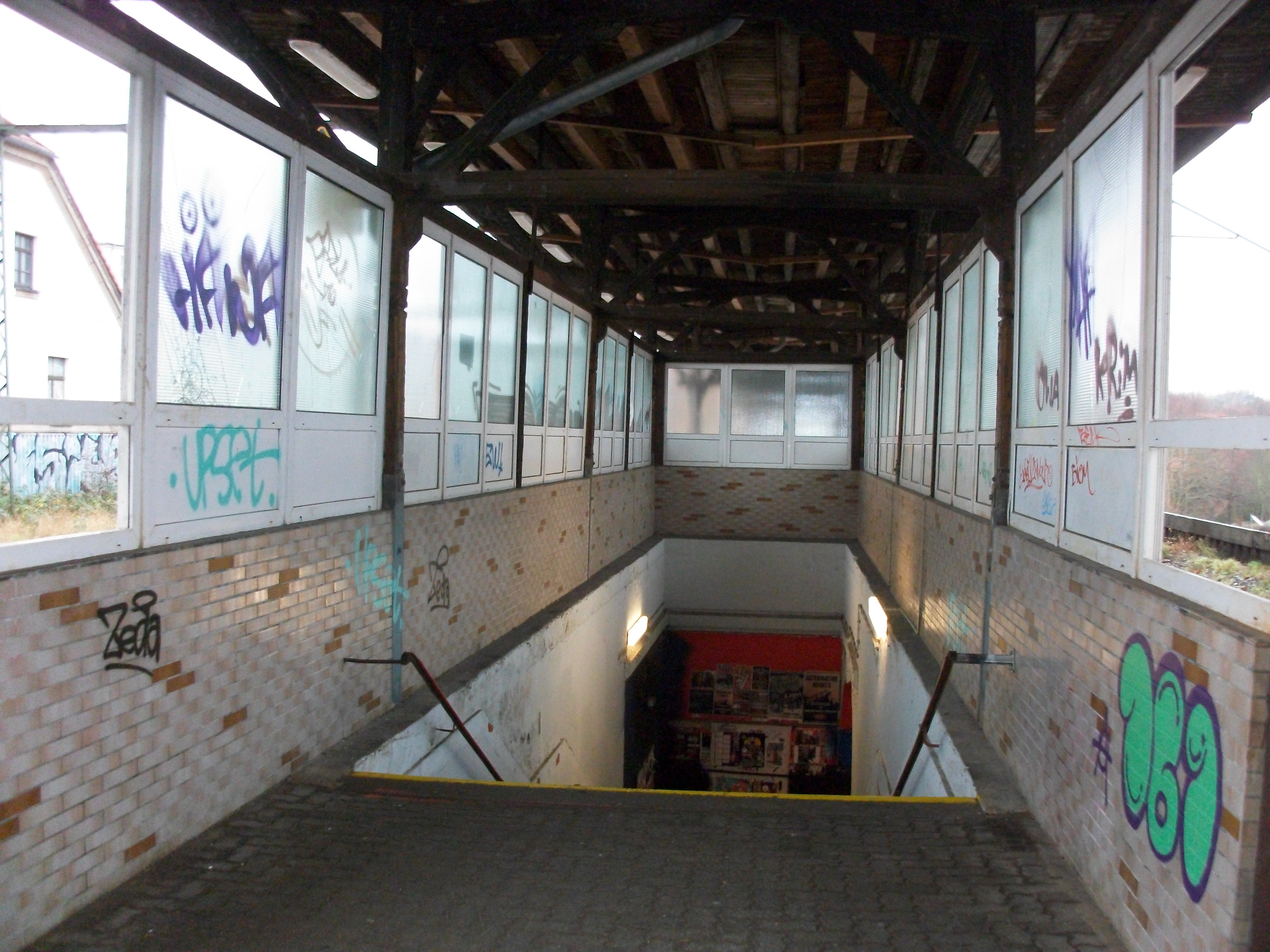
Treppe zu den Bahnsteigen 1 und 2 (2018)
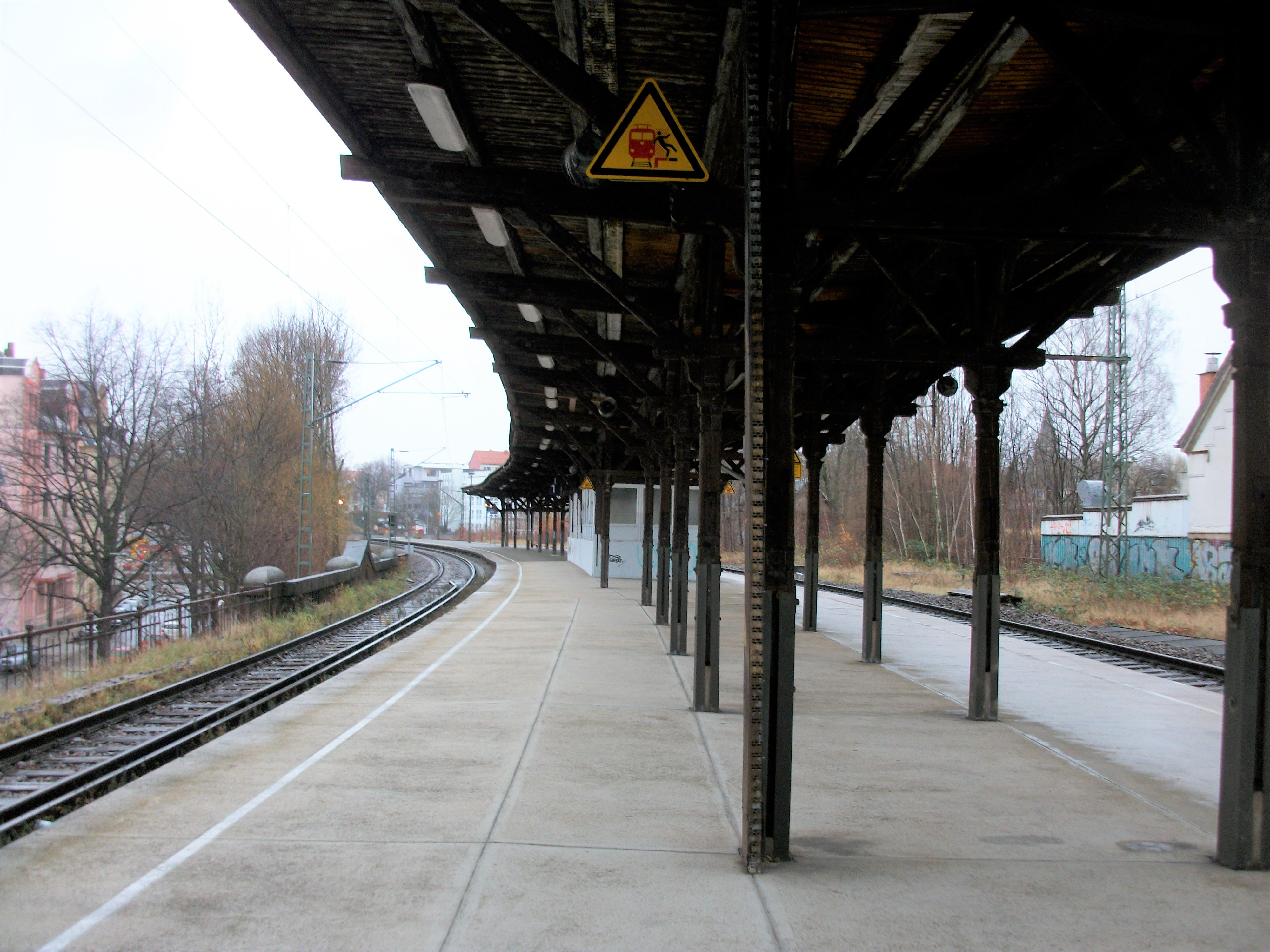
Bahnsteig 1/2 (2018)
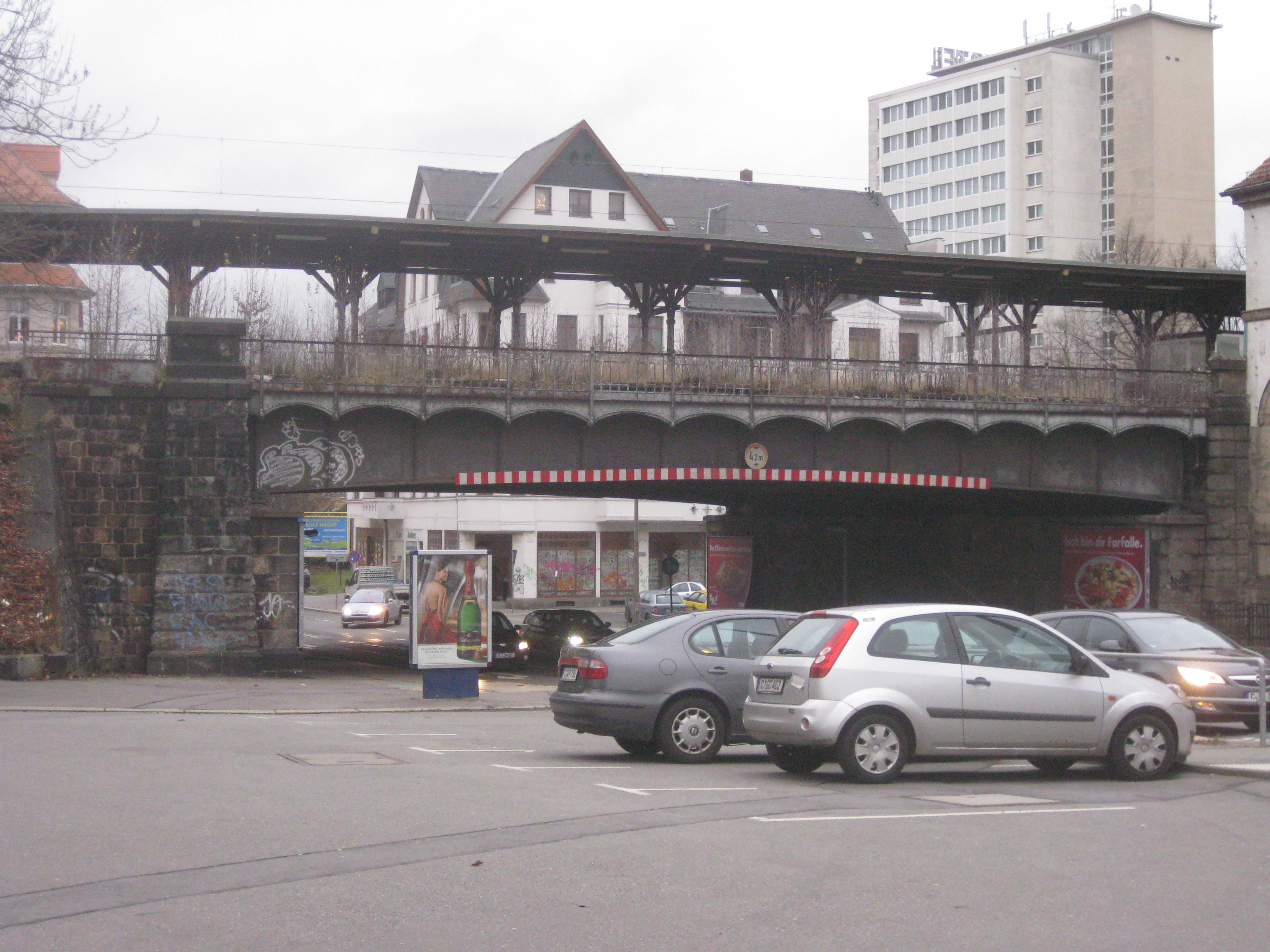
Bahnbrücke des Bahnsteiges 1/2 (2014)

Bahnsteig 3/4 (Bahnhof)

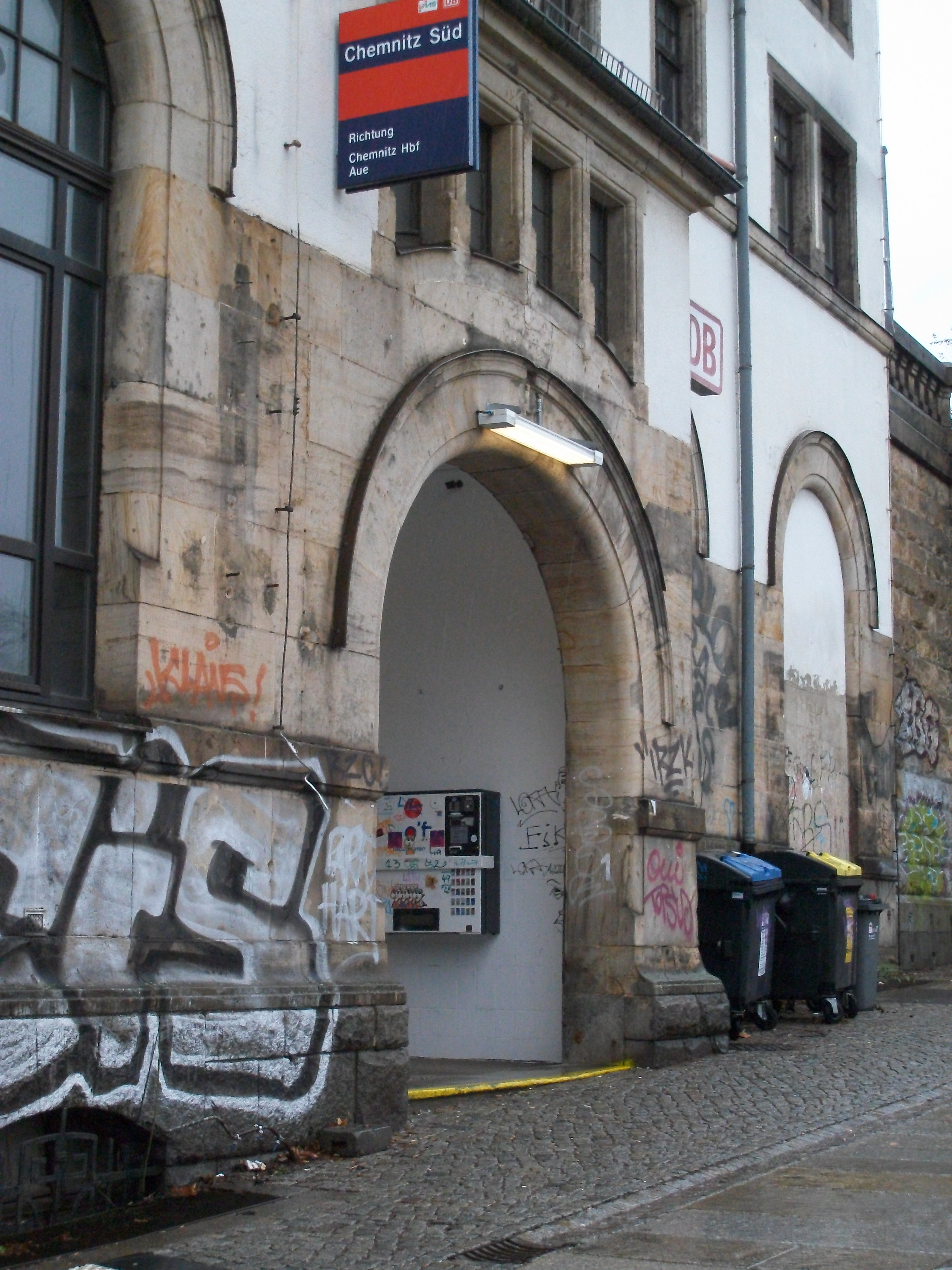
Zugang zum Empfangsgebäude (2018)
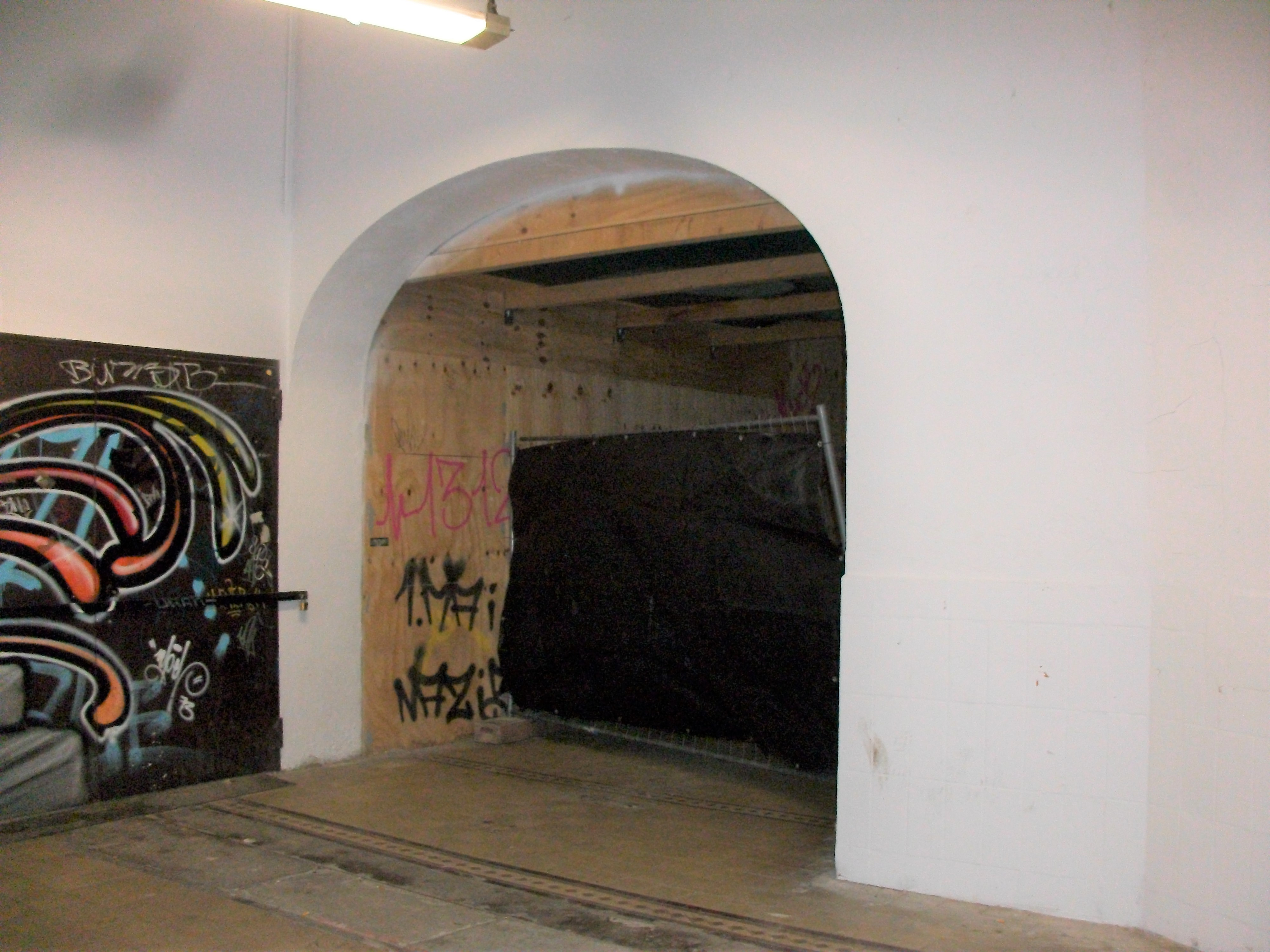
Stillgelegter Zugang zum Personentunnel zu den Bahnsteigen 3 und 4 (2018)
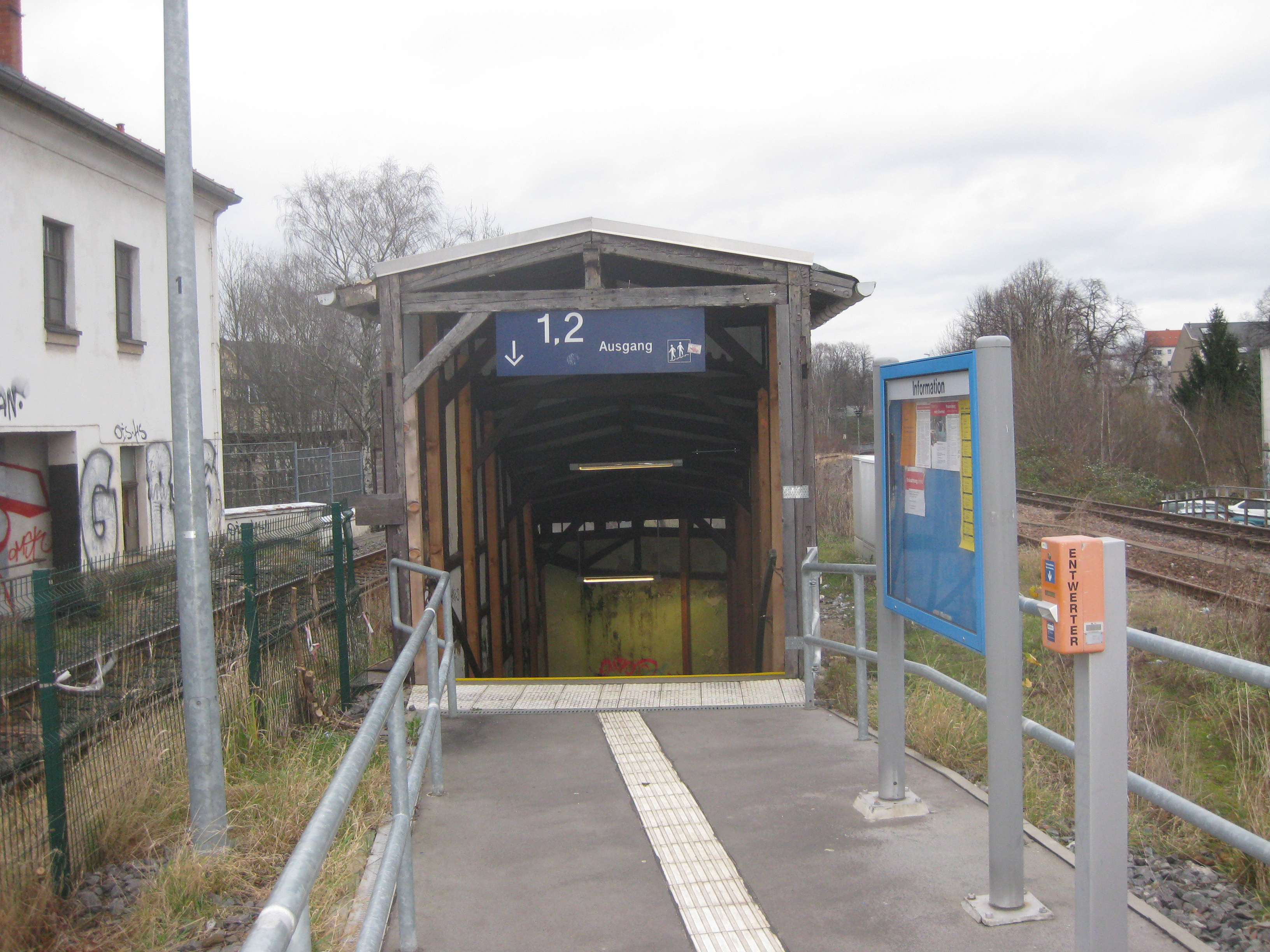
Treppe zu den Bahnsteigen 3 und 4 (2014)
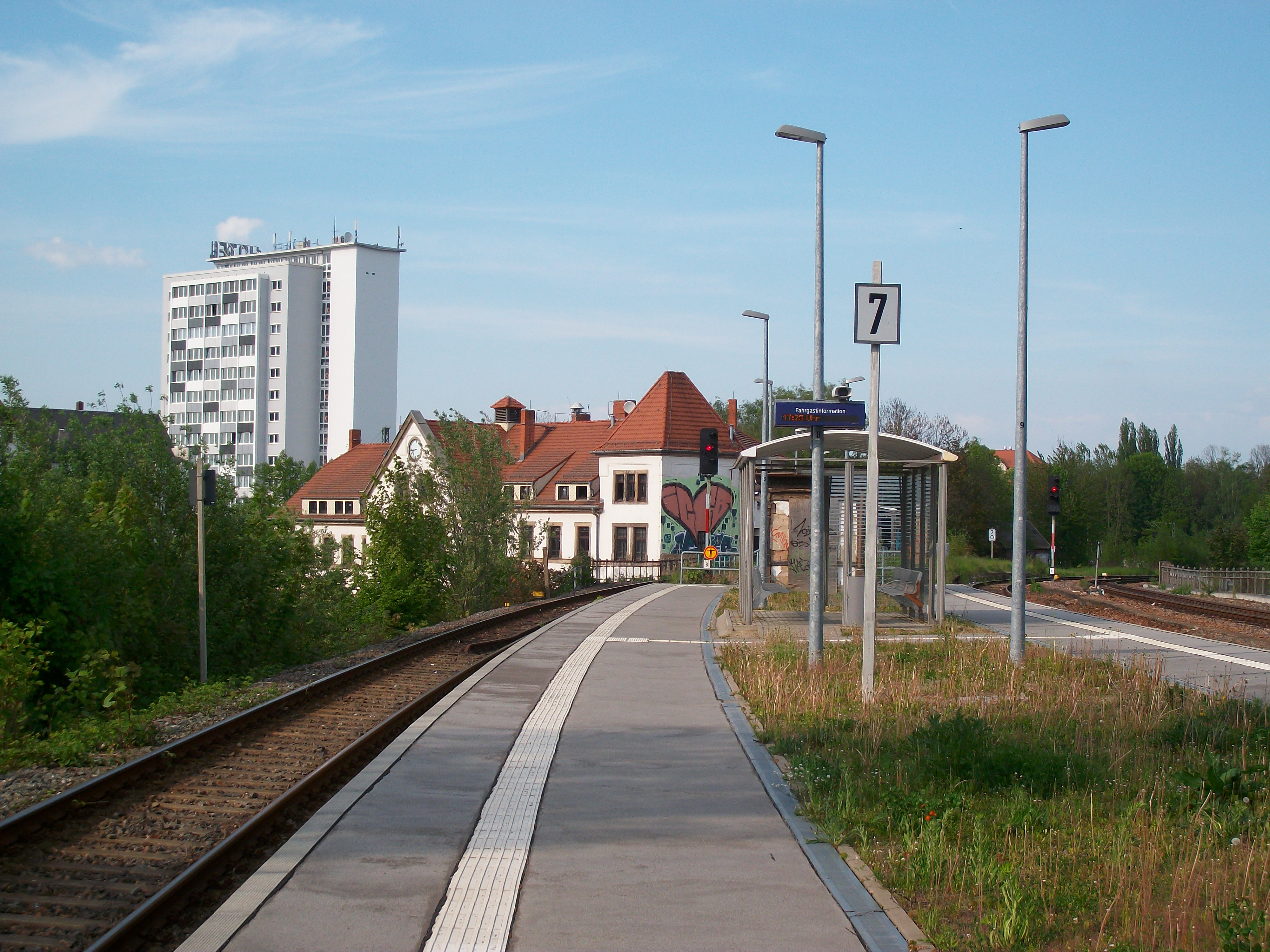
Bahnsteig 3/4 (2016)
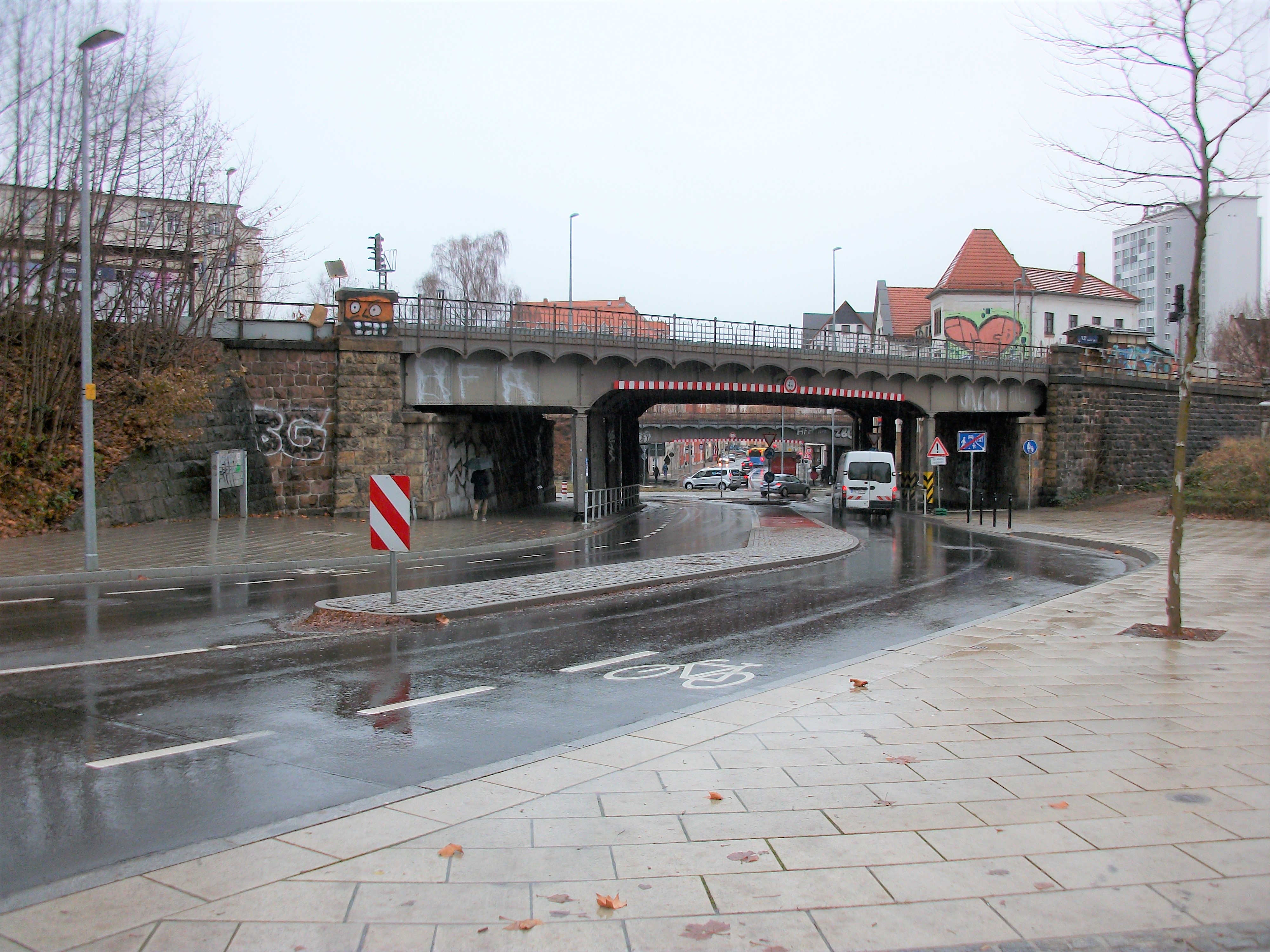
Bahnbrücke des Bahnsteiges 3/4 (2018)

Gütergleise

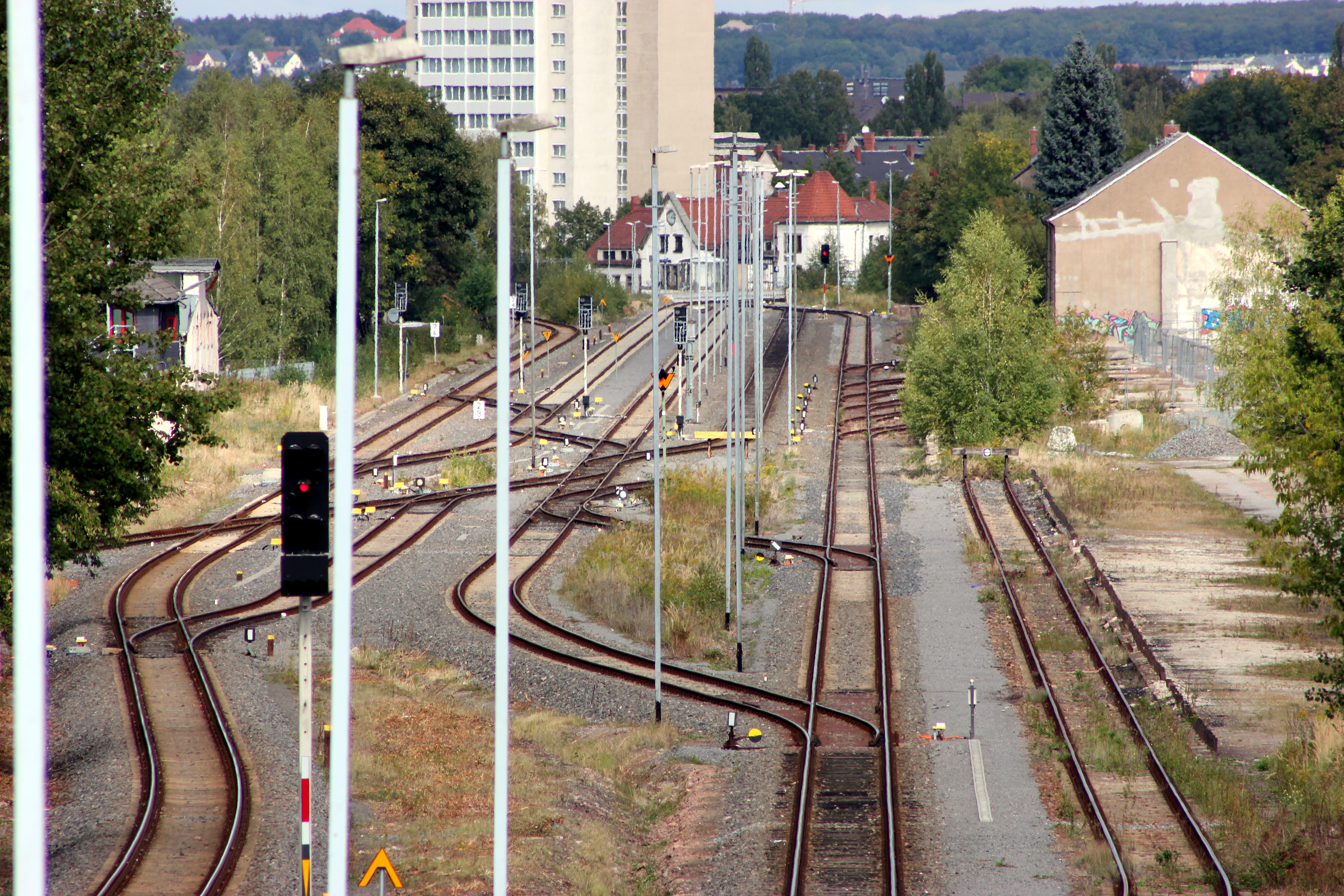
Gütergleise des Bahnhofes Chemnitz Süd (2012)